# لويد جولد
لويد جولد (بالإنجليزية: Lloyd Gold)‏ هو كاتب سيناريو أمريكي، ولد في 6 سبتمبر 1950.

## وصلات خارجية
- لويد جولد على موقع IMDb (الإنجليزية)
- لويد جولد على موقع قاعدة بيانات الفيلم (الإنجليزية)